# Colpostoma
Colpostoma is een geslacht van kevers uit de familie van de loopkevers (Carabidae). De wetenschappelijke naam van het geslacht is voor het eerst geldig gepubliceerd in 1889 door Semenov.

## Soorten
Het geslacht Colpostoma omvat de volgende soorten:
- Colpostoma avinovi Semenov & Znojko, 1929
- Colpostoma centrasiaticum Semenov & Znojko, 1929
- Colpostoma darvazicum Mikhailov, 1976
- Colpostoma insigne Semenov, 1889
- Colpostoma petri Semenov & Znojko, 1929
- Colpostoma tschitscherini Semenov & Znojko, 1929
- Colpostoma turkestanicum Jedlicka, 1960